# جلوري (قمر اصطناعي)

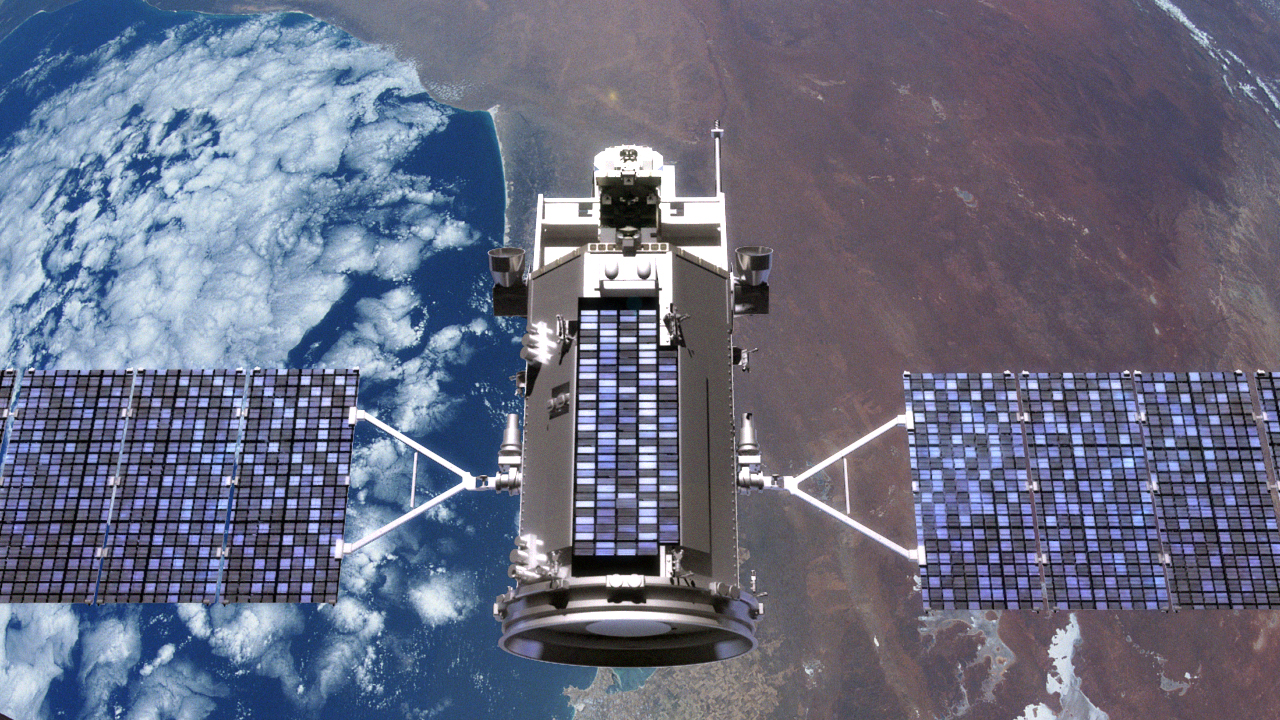

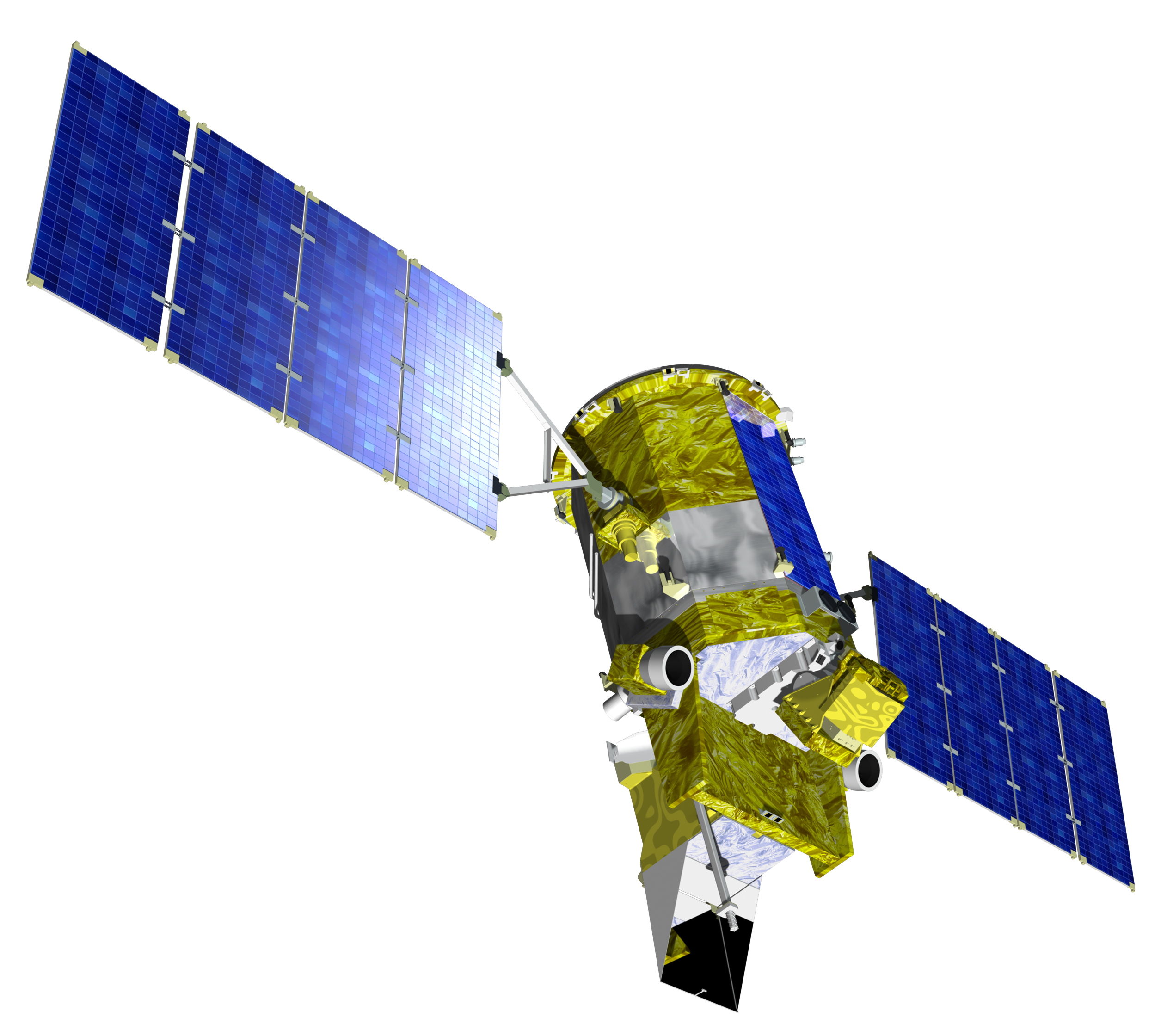

القمر الصناعي جلوري (بالإنجليزية: Glory satellite ) كانت ناسا تخطط له ليقوم بجمع معلومات عن جو الأرض بمافيه من مواد كيميائية، وغبربار وخواص ضوئية، وتوزيع تلك الصفات في طبقات الجو واختلافها تغيرها الزمني . كما كان من المقرر تجميع معلومات عن الاشعة الشمسية لدراسة تأثيرها على مناخ الأرض على المدى الطويل .
ومن ضمن القياسات التي كان سيقوم بها جلوري : تركيب جو الأرض، ودورة الكربون، والنظام البيئي، والكيمياء الحيوية، واختلاف المناخ وتغيره، كذلك قياسات تختص بالدورة المائية ودورة الطاقة.
إلا أن القمر الصناعي قد فقد أثناء الإقلاع في 4 مارس 2011 حيث أصيب الصاروخ الحامل من نوع تاوروس Taurus XL بعطب ولم يصل إلى المدار المخطط له وسقط في المحيط الهادي .وقد تكلف القمر الصناعي 424 مليون دولار أمريكي.

## الأجهزة العلمية
- مقياس للأشعة بالكامل (TIM)
لقياس التغير في الإشعاع الشمسي
- مقياس الغبار والشوائب (APS)
لدراسة الشوائب الموجودة في الغلاف الجوي للأرض وقياس الأشعة في نطاقي الأشعة تحت الحمراء والضوء المرئي،
- كاميرا قياس السحب
لقياس تكون السحب وتأثير تواجد الغبار التي يقوم بقياسه مقياس الغبار والشوائب.

## اقرأ أيضا
| - قمر صناعي لرصد الأرض - إنفيسات - لاندسات - مسبار ستيريو - مرصد ديناميكا الشمس - التعايش مع نجم | - كلف الشمس - هيدروديناميكا مغناطيسية - استشعار عن بعد - مسبار فضائي - الشمس - مقراب جيمس ويب الفضائي - مرصد كيك - مقراب سبيتزر الفضائي - مرصد هابل الفضائي |  |